# Dżamila (film)
Dżamila (ros. Джамиля) – radziecki film z 1968 roku w reżyserii Iriny Popławskiej. Ekranizacja powieści kirgiskiego pisarza Czingiza Ajtmatowa o tym samym tytule.

## Obsada
- Natalja Arinbasarowa jako Dżamila
- Sujmenkuł Czokmorow jako Danijar
- Nasreddin Dubaszew jako Seit
- Aliman Dżangorozowa jako matka
- Artynbek Kenżekow jako Sadyk
- Muchtar Bachtygirejew jako Osmon
- Nasyr Kitajew jako brygadzista Orozmat

## Wersja polska
- Reżyser dubbingu: Maria Olejniczak

Głosów użyczyli:
- Zofia Saretok jako Dżamila
- Eugeniusz Robaczewski jako Danijar
- Zofia Raciborska jako Seit
- Alina Żeliska jako matka
- Maciej Rayzacher jako Sadyk
- Bogusz Bilewski jako Osmon
- Kazimierz Wichniarz jako brygadzista Orozmat

Źródło: